# Rusland op het Eurovisiesongfestival 2016

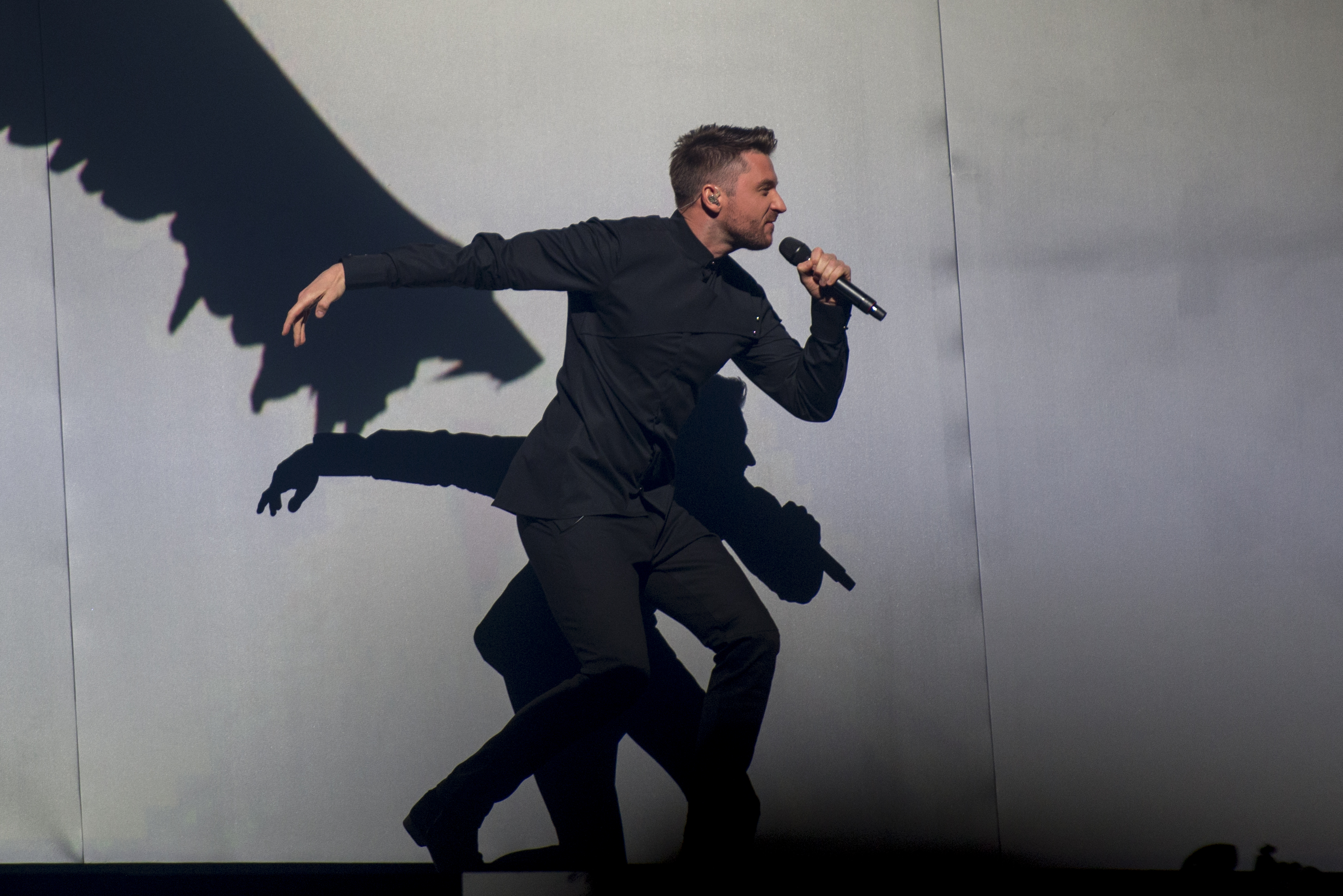
Sergej Lazarev tijdens het Eurovisiesongfestival 2016

Rusland nam deel aan het Eurovisiesongfestival 2016 in Stockholm, Zweden. Het was de 20ste deelname van het land op het Eurovisiesongfestival. Rusland-1 was verantwoordelijk voor de Russische bijdrage voor de editie van 2016.

## Selectieprocedure
Op 30 september 2015 gaf Rusland-1 aan te zullen deelnemen aan het Eurovisiesongfestival 2016. Rusland-1 wisselt elk jaar af met Pervyj Kanal wat betreft het aanduiden van de Russische act voor het Eurovisiesongfestival. Op 10 december 2015 werd duidelijk dat Rusland-1 Sergej Lazarev intern had gekozen om Rusland te vertegenwoordigen. Zijn deelname werd bevestigd tijdens de ceremonie voor de Nationale Muziekawards. Meteen werd ook duidelijk dat zijn nummer geschreven was door Filipp Kirkorov, die Rusland vertegenwoordigde op het Eurovisiesongfestival 1995. Zijn bijdrage, die als titel You are the only one kreeg, werd op 5 maart gepresenteerd.

## In Stockholm
Rusland trad in Stockholm in de eerste halve finale op dinsdag 10 mei 2016 aan. Sergej Lazarev treedt als negende van achttien acts op, net na Serhat uit San Marino en gevolgd door Gabriela Gunčíková uit Tsjechië. Rusland wist zich te plaatsen voor de finale op zaterdag 14 mei.
In de finale trad Rusland als achttiende van de 26 acts aan. Daarin werd het derde. Bij de televoters was Rusland het populairste land.